# Annes
Annes (n. 26 mai 1977, București, România, sub numele Ana Constantin) este o cântăreață de muzică pop/dance din România. In 1995 devine absolventa Scolii Populare de Arta, Bucuresti sectia Canto-Muzica Usoara la clasa profesoarei Viorela Filip.  
In perioada 1995-1998 participa la numeroase festivaluri de muzica nationale unde castiga premii importante insa se lanseaza oficial in 1999 la "Festivalul Mamaia" unde a participat la sectiunea Interpretare. 
In 2001isi definitiveaza si studiile universitare obtinand licenta Academiei de Studii Economice, Bucuresti. 
Ea a devenit cunoscută odată cu lansarea piesei "Te voi urma" in 2002 single extras din albumul de debut Înger bun (2002). 
La prima editie a Premiilor MTV (2002) in Romania, Annes castiga premiul pentru "Cel mai bun site al unui artist". In 2005 lanseaza albumul multimedia   Dependentă de tine (2005) sub egida casei de discuri Zone Records . Pe acest album este inclusa si piesa "Mi-e dor" (featuring Papa Jr.), care s-a bucurat de succes si numeroase difuzari radio si tv. In 2008 Annes lanseaza piesa "Atat de greu" pentru care castiga premiul pentru "Cea mai buna compozitie muzicala" la "Romanian Top Hits" de la Bacau. Single - inclus mai tarziu a fost inclus in albumul " Rază de soare" lansat in anul 2010  la casa de discuri Cat Music. 
In 2008 Annes colaboreaza cu trupa Provincialii inregistrand in studio cover-ul "I want to spend my lifetime loving you". Sustin impreuna si un concert live in deschiderea show-ului David Bisbal de la Sala Palatului.
In 2024 lanseaza cel de-al IV-lea album "Omul din oglinda" in format digital, pe contul oficial de youtube Annes Music.
Pe acest album se regasesc piese precum "In ploaie" featuring Jimmy Dub, compozitie Adi Cristescu si Connect-R, de asemenea si piesele "Cauta-ma", "Ranile", "Ti-ai dorit alta" piese pentru care lucreaza la studio impreuna cu Jorge, Vali Tulica si Marius Dia si care i-au adus artistei milioane de vizualizari pe youtube si retelele sociale.
In ianuarie 2024 lanseaza si piesa care da titlul albumului "Omul din oglinda" iar in iulie 2024 extrage din acelasi album  piesa "Ti-am dat". 
Annes a inregistrat peste 100 de piese muzicale si a filmat peste 30 de videoclipuri pentru piesele proprii sau cover-uri care i-au adus recunostinta fanilor.  

## Discografie

### Albume de studio
- Înger bun (2002)
- Dependentă de tine (2005)
- Rază de soare (2010)
- Omul din oglinda (2024)

### Discuri single
- Te voi urma" (2002)
- Doar tu baby (2003)
- Mi-e cald (2004)
- Mi-e dor feat.Papa Jr. (2005)
- Cu tine, doar cu tine (2007)
- "Când plouă afară" (2007)
- Atât de greu (2008)
- "How does it feel" (2011)
- "Unde" (2012)
- "Lolita" feat Drei Ros (2013)
- "În ploaie" feat.Jimmy Dub ( 2013)
- Ti-ai dorit alta feat.JerryCo (2016)
- Arde feat. Balkan (2017)
- Ea si El (2018)
- Nu-i ok (2019)
- Ranile (2021)
- Omul din oglinda (2024)
- Ti-am dat tot (2024)

## Legăturiexterne
- ro www.annes.ro Arhivat în 28 februarie 2009, la Wayback Machine. Site-ul oficial al lui Annes
- Annes pe FacebookYoutube